# 루카 밀리보예비치
루카 밀리보예비치(세르비아어: Лука Миливојевић, 1991년 4월 7일, 크라구예바츠 ~)는 세르비아의 축구 선수로, 현재 UAE 프로리그의 샤바브 알아흘리에서 미드필더로 활약중이다.

## 클럽 경력

### 초기 경력
2007-08 시즌, 그는 서부 세르비아 리가에 소속된 고향 클럽 라드니치키 크라구예바츠에서 1군 데뷔를 하였다. 시즌 말, 그는 베오그라드 연고의 1부 리그 클럽인 라드로 이적하였고, 2008-09 시즌에 팀의 1군에서 활동하였다. 그의 포지션은 우측 미드필더였다.

### 레드 스타 베오그라드
2011년 12월 19일, 밀리보예비치는 레드 스타 베오그라드와 계약을 맺었다. 그의 레드 스타 이적은 밀리보예비치에 큰 잠재력이 있다고 주장한 로베르트 프로시네치키 감독의 의사에 따라 성사되었다. 2012년 11월 17일, 밀리보예비치는 지역 라이벌 파르티잔을 상대로 인상적인 득점을 성공시켰다.

### 안데를레흐트
2013년 7월 26일, 밀리보예비치는 벨기에의 축구 거함 안데를레흐트와 5년 계약을 체결하였다.

### 올림피아코스 임대
2014년 9월 1일, 루카 밀리보예비치가 안데를레흐트에서 올림피아코스로 임대되어 합류한다고 발표되었다.

## 국가대표팀
그는 전 세르비아 U-21 국가대표팀 일원이다. 그는 2011년 9월 29일, 이탈리아와 슬로베니아와의 UEFA 유로 2012 예선전을 앞두고 세르비아 성인 국가대표팀에 차출되었다. 2012년 11월 14일, 그는 칠레와의 친선전에서 세르비아 성인 국가대표팀 데뷔전을 치렀다.

## 경력 통계
2013-14 시즌말 기준
| 클럽                 | 시즌      | 리그 | 리그 | 컵   | 컵 | 유럽 | 유럽 | 기타 | 기타 | 합계 | 합계 |
| 클럽                 | 시즌      | 출장 | 골   | 출장 | 골 | 출장 | 골   | 출장 | 골   | 출장 | 골   |
| -------------------- | --------- | ---- | ---- | ---- | -- | ---- | ---- | ---- | ---- | ---- | ---- |
| 라드                 | 2008–09   | 1    | 0    | 0    | 0  | —    | —    | —    | —    | 1    | 0    |
| 라드                 | 2009–10   | 9    | 0    | 0    | 0  | —    | —    | —    | —    | 9    | 0    |
| 라드                 | 2010–11   | 26   | 0    | 0    | 0  | —    | —    | —    | —    | 26   | 0    |
| 라드                 | 2011–12   | 13   | 3    | 1    | 0  | 4a   | 0    | —    | —    | 18   | 3    |
| 라드                 | 합계      | 49   | 3    | 1    | 0  | 4    | 0    | —    | —    | 54   | 3    |
| 레드 스타 베오그라드 | 2011–12   | 11   | 2    | 3    | 0  | —    | —    | —    | —    | 14   | 2    |
| 레드 스타 베오그라드 | 2012–13   | 25   | 6    | 2    | 0  | 5a   | 0    | —    | —    | 32   | 6    |
| 레드 스타 베오그라드 | 2013–14   | 0    | 0    | 0    | 0  | 1a   | 0    | —    | —    | 1    | 0    |
| 레드 스타 베오그라드 | 합계      | 36   | 8    | 5    | 0  | 6    | 0    | —    | —    | 47   | 8    |
| RSC 안데를레흐트     | 2013–14   | 16   | 0    | 1    | 0  | 4b   | 0    | 0    | 0    | 21   | 0    |
| 경력 합계            | 경력 합계 | 101  | 11   | 7    | 0  | 14   | 0    | 0    | 0    | 122  | 11   |

a UEFA 유로파리그 경기 출장 횟수 

b UEFA 챔피언스리그 경기 출장 횟수

### 국가대표팀 통계
| 세르비아 국가대표팀 | 세르비아 국가대표팀 | 세르비아 국가대표팀 |
| 연도                | 출장                | 골                  |
| ------------------- | ------------------- | ------------------- |
| 2012                | 1                   | 0                   |
| 2013                | 6                   | 0                   |
| 합계                | 7                   | 0                   |

## 수상

### 클럽
레드 스타 베오그라드
- 세르비아 컵: 2011–12

안데를레흐트
- 벨기에 프로리그: 2013–14
- 벨기에 슈퍼컵: 2014

### 개인
- 세르비아 수페르리가 올해의 팀: 2011–12, 2012–13